# 노가이어 문자
이 문서는 노가이어를 표기하려 사용된 문자들을 나타낸다.

## 아랍 문자
1928년까지 노가이어표기에는 아랍 문자에 기초한 알파벳이 쓰였다. 아랍어에 쓰이는 기본 문자에 더해
ڭ, ۉ, وَ, پ, ى‍؜, گ, ‍ىُ‍؜
노가이어 고유 소리값을 나타내고자 추가된 글자가 있다. 이 표기법은 그다지 널리 쓰이지 않았다..

## 라틴 문자
1928년에 소련 전체에서 실시된 소수민족 언어의 로마자화 계획에 바탕하여 노가이어 알파벳이 만들어지게 되었다. 노가이어로 작품활동을 한 작가로는 아치쿨락스코이 중학교(Ачикулакской средней школы)교사였던 A. Sh. 자니베코프(А. Ш. Джанибеков)가 있다.
| A a | B в | Ç ç | D d | E e | Ә ә | G g | Ƣ ƣ |
| I i | K k | L l | M m | N n | N̡ n̡ | O o | Ө ө |
| P p | Q q | R r | S s | Ş ş | T t | U u | Y y |
| J j | Ь ь | Z z | V v |     |     |     |     |

1931년에 문자 C c, I̡ ı̡, F f, H h, X x, Ƶ ƶ들을 추가하게 되었다; 1933년에 S̷ s̷을 추가했다. 1936년에 문자 Ç ç, Ә ә, H h, I̡ ı̡가 알파벳에서 제외되었다.

## 키릴 문자
1938년에 노가이어는 키릴 문자에 바탕한 표기법이 만들어지게 되었다. 모든 러시아 문자의 기본글자를 포함하되(Ё ё을 제외하고), 물론 2자로 1음소를 표시하는 Гъ гъ, Къ къ, Нъ нъ도 포함했다. 그 해에 2자로 1음소를 표시하는 Оь оь, Уь уь을 추가하게 되었다. 1944년에 2자로 1음소를 표시하는 Гъ гъ, Къ къ는 알파벳에서 제외되었다. 노가이어 문자의 최근 개정은 현재의 모양을 받아들인 뒤인 1950년에 성립되었다.
| А а   | Аь аь | Б б   | В в | Г г | Д д | Е е | Ё ё |
| Ж ж   | З з   | И и   | Й й | К к | Л л | М м | Н н |
| Нъ нъ | О о   | Оь оь | П п | Р р | С с | Т т | У у |
| Уь уь | Ф ф   | Х х   | Ц ц | Ч ч | Ш ш | Щ щ | Ъ ъ |
| Ы ы   | Ь ь   | Э э   | Ю ю | Я я |     |     |     |